# Orde van de Wolk en het Vaandel
De Orde van de Wolk en het Vaandel  werd op 15 juni 1935 door de Chinese president Chiang Kai-shek ingesteld als beloning voor bijzondere verdiensten of het herstellen van de rust en orde in het binnenland. Deze ridderorde kent negen graden.
De graden en versierselen van de Orde van de Wolk en het Vaandel:
- Speciaal Grootlint
- Grootlint
- Rood Grootlint
- Speciale cravatte
- Cravatte
- Speciaal Rozet
- Rozet
- Speciaal lint
- Lint

Toen in 1949 de verslagen Chinese regering naar Taiwan vluchtte bleef deze onderscheiding daar deel uitmaken van het decoratiestelsel van de Republiek China. De in Peking residerende regering van de Volksrepubliek China verleent deze onderscheiding niet. 